# 龍運巴士小蠔灣車廠
龍運小蠔灣車廠（LWB Siu Ho Wan Depot），簡稱「蠔廠」，公司車廠代號SHWD-SHW，是龍運巴士唯一一個專用的車廠（其他車廠與九巴共用），位於荃灣區北大嶼山小蠔灣翔東路及深豐路交界東側、小蠔灣汽車扣留中心對面(出入口設於深豐路)，城巴小蠔灣車廠的北側，廠徽為T。

## 概況
小蠔灣車廠在龍運巴士於1997年6月1日取得專營權後設立，同年獲政府批地，佔地7660平方米。該廠土地乃以短期租約形式向政府租用。
該廠為一個露天車廠，設有入油、維修、洗車、停泊設備。現時主要負責為龍運巴士車輛提供日常巴士維修保養、加油、巴士清洗及停泊之用。此廠設有污水處理系統，確保排放至公眾污水排放系統的污水質素符合法定要求。
龍運巴士雖然分成不同車廠管理，但實際上所有龍運巴士的維修主要在小蠔灣車廠進行。另外，所有龍運巴士的新出牌巴士初期配屬小蠔灣車廠，直至分配路線後才按需要調往其他車廠。
2003年屯門公路雙層巴士墮坡事故中肇事的九巴巴士（AP69，車牌號碼JU4667）在意外後停放在龍運小蠔灣車廠，供案件上訴及索取保險賠償之證物用途，直至2008年11月才在廠內拆毀。

## 管理路線
基本上，大部份在大嶼山經營的路線旨由小蠔灣車廠管理。